# Sablage (route)
En période hivernale, le sablage consiste à épandre des granulats abrasifs afin de restituer une adhérence à la chaussée glissante, et pour partie de contribuer à la fonte de la pellicule de verglas ou de neige.
Il convient de ne pas confondre cette technique avec le salage qui consiste à répandre du sel sur la chaussée.

## Histoire
Il s’agit de la technique la plus ancienne d’entretien hivernal qui a perduré dans les régions où les hivers sont rigoureux avec de longues périodes de fortes chutes de neige, par exemple dans le Nord de la Scandinavie ou dans les Alpes. Le salage a depuis longtemps largement supplanté cette technique mais cette dernière est remise en vigueur depuis les années 1980.

## Granulats employés
Les matériaux utilisés sont des granulats broyés dont les particules doivent avoir des arêtes aussi vives que possible et dont la granulométrie est comprise entre 1 et 5 millimètres, voire 8 millimètres.
Ces matériaux sont multiples : sables, gravillons, mâchefers, scories, déchets de carrière, mais aussi pouzzolanes.

## Dosages
- Les granulométries fines sont utilisées sur les zones verglacées à raison de 50 à 100 g/m2. les plus importantes sur de la neige compactée.
- Les matériaux de granulométrie moyenne à forte teneur en éléments fins 0/6 à 0/8 sont utilisés sur la neige verglacée ou la glace à raison de 100 à 200 g/m2
- Les matériaux de granulométrie moyenne 0/6 à 0/8 sont utilisées sur la neige tassée à raison de 100 à 300 g/m2

Les abrasifs peuvent être mélangés avec du sel, évitant ainsi que les abrasifs gèlent ou collent ensemble

## Utilisation
Le sablage ne restituant pas le revêtement au noir intégral comme peut le faire le salage, cette technique n’est en fait employée que dans les zones urbaines ou les régions fortement enneigées et où les pneus à clous sont proscrits.
Les dosages d’épandage varient de 70 à 300 g/m2.
Les mélanges d’abrasifs et de sels sont essentiellement utilisés sur les trottoirs. Ils sont appliqués dans des proportions comprises entre 10 pour 1 et 4 pour1.

## Avantages et inconvénients
L’avantage du recours aux matériaux abrasifs par rapport au sel est l’absence totale de substances chimiquement actives affectant l’environnement.
Toutefois ils présentent d’autres inconvénients. Ils sont moins efficaces que le sel et nécessitent l’épandage de grandes quantités qui s’accumulent le long des routes ou peuvent venir obstruer les canalisations. En Allemagne, à Stuttgart par exemple, le sable de quartz ainsi utilisé en ville est récupéré dans les collecteurs d'eau pluviales pour pouvoir être réutilisé.